# Dichocrocis credulalis
Dichocrocis credulalis là một loài bướm đêm trong họ Crambidae.